# Patosia clandestina
Patosia clandestina är en tågväxtart som först beskrevs av Rodolfo Amando Philippi, och fick sitt nu gällande namn av Franz Georg Philipp Buchenau. Patosia clandestina ingår i släktet Patosia och familjen tågväxter. Inga underarter finns listade i Catalogue of Life.